# 정치부장 이하원의 시사Q
《정치부장 이하원의 시사Q》는 대한민국의 TV조선의 시사 프로그램이다. 이런 프로그램의 특징은 사회자가 사회만 보는 것이 아니라, 본인의 의견을 최대한 드러낸다는 것이다. 심지어 패널과 토론을 하고 의견을 왜곡하려고 늘 한다는 것이다. 이야기를 듣기 위해 불렀으면 일단 들어보고, 그 의견에 반대 의견에 대해서 이야기를 해야 하는데, 사회자 스스로 패널이 돼서 토론을 하고 주장하려는 태도를 보인다. 심지어 사회자가 패널이 되었으니 흥분까지 한다. 그러면서 설득력이 없으면 패널에게 정치적이라고 비난을 하기도 한다(표창원전교수와의 2016.1.대화 참고) 이런 프로그램의 큰 특징은 자막을 자기 마음대로 적는 다는 것이다. 패널의 대답을 적지 않고, 질문자의 질문을 크게 부각시키며 패널의 답변은 적지 않거나 아주 짤막하게 적는다는 것이다. 이런 자막은 쓰레기언론사들이 자극적인 자막을 뽑을 때 쓰는 졸렬한 기법이다. 낚시성 자막을 길게 친 다음에 정작 듣고자 하는 패널의 답변은 짧게 적고 넘어가는 것이다.

## MC 소개
- 이하원

## 방송 시간
- 2015년 6월 1일 ~ 7월 3일: 매주 월요일 ~ 금요일 오후 2시 40분
- 2015년 7월 6일 ~ 2016년 2월 5일 : 매주 월요일 ~ 금요일 오후 3시

## 타이틀 변천사
- 현재 타이틀은 2015년 6월 1일을 기준으로 한다.

| 역대 | 타이틀                  | 방송 기간                                                                             |
| ---- | ----------------------- | ------------------------------------------------------------------------------------- |
| 1대  | 돌아온 저격수다         | 시즌 1 : 2013년 4월 17일 ~ 2014년 4월 19일 시즌 2 : 2014년 4월 20일 ~ 2015년 5월 31일 |
| 2대  | 정치부장 이하원의 시사Q | 2015년 6월 1일 ~ 2016년 2월 5일                                                       |